# Пірко Василь Олексійович
Васи́ль Олексі́йович Пірко́ (* 24 лютого 1935, Волошинова Воля, Самбірський повіт, Львівське воєводство, Польська Республіка — † 16 липня 2012, Донецьк, Україна) — радянський і український історик, доктор історичних наук (1996), професор Донецького національного університету. Дійсний член НТШ.

## Родина
Народився в селянській родині.

## Освіта
1950 року, закінчивши на відмінно сільську семирічку, вступив до Самбірського педагогічного училища. 1954 року продовжив навчання на відділенні історії історико-філологічного факультету Дрогобицького педагогічного інституту. 1956 року, у зв'язку з ліквідацією історичного відділення в Дрогобицькому педінституті, був переведений до Львівського університету.
На III курсі під впливом лекцій професора Д. Л. Похилевича захопився проблемами аграрної історії країн Центральної та Східної Європи. Робота в спеціальному семінарі з даної проблеми сприяла ознайомленню з основними видами джерел до її вивчення та набуття навичок самостійного їх опрацювання в Центральному державному історичному архіві України (Львів), науковій бібліотеці університету та Львівській науковій бібліотеці імені Василя Стефаника. Уже 1957 року визначився з темою майбутньої дипломної роботи «Становище селян Самбірської економії у другій половині 17 століття», яка в основному ґрунтувалася на матеріалах місцевих архівів і заклала підвалини майбутньої кандидатської дисертації.
1959 — з відзнакою закінчив Львівський університет.
1963 — вступив до аспірантури при кафедрі історії південних і західних слов'ян Львівського університету. Під час навчання в аспірантурі в архівах і рукописних відділах бібліотек Києва і Львова ним була опрацьована велика кількість різних видів джерел, що давали можливість відтворити стан аграрних відносин на Перемишльщині наприкінці у XVII—XVIII ст.ст. Особливо це стосується такого мало використаного дослідниками виду джерел, як ревізії, що охоплювали всі населені пункти регіону. Опубліковані ним в архівознавчих і джерелознавчих українських виданнях статті про цей вид джерел були схвально оцінені спеціалістами. На підставі ревізій, люстрацій та інвентарних описів населених пунктів різних форм власності в його кандидатській дисертації зроблено всебічну оцінку стану аграрних відносин у Перемиській землі в зазначений період. Зібраний в архівах матеріал було використано ним при редагуванні окремих нарисів і довідок з історії міст і сіл Львівської області, які в той час готувалися до видання в серії книг «Історія міст і сіл УРСР».
Кандидатську дисертацію захистив 1970 року на тему «Помісне господарство Перемишльської землі в першій половині XVIII ст.», докторську — 1996 року на тему «Освоєння Степової України в XVI—XVIII ст.» Вона стала підсумком майже 30-річної його роботи в архівах Києва, Москви, Ленінграда, Харкова, Одеси, Ростова, Дніпропетровська, Воронежа у пошуку джерел до історії регіону в зазначений час.

## Кар'єра
У 1959-1963 працював учителем історії та вихователем у школі-інтернаті у місті Хирів на Львівщині, де керував краєзнавчим гуртком і разом з учнями досліджував місцеву історію, а в період літніх канікул у процесі туристських походів і екскурсій вивчав історичні пам'ятки не лише України та Молдавії, але й Москви та Ленінграда.
Після закінчення аспірантури Міністерство освіти УРСР скерувало його на роботу до Донецького університету, де він працював з 1 вересня 1966, пройшовши шлях від асистента до професора (з 1997).
У 1970—1974 роках виконував обов'язки заступника декана історичного факультету. У 1980—1985 роках і від 1992 року завідував кафедрою історіографії, джерелознавства, археології і методики викладання історії. З його ініціативи з 1997 року при кафедрі відкрито аспірантуру за спеціальністю «Історіографія, джерелознавство і спеціальні історичні дисципліни», а з 2000 року спеціалізацію «Архівознавство».
1968 року був включений до авторського колективу з написання історії міст і сіл Донецької області. Це спонукало його до глибшого вивчення проблеми, підготовки і публікації статей, підбірок документів і монографій історії Степової України 16-18 ст. Він опублікував два збірника документів («Описи Харківського намісництва кінця 18 ст.» (Київ, 1991) та «Джерела до історії населених пунктів Донеччини» (Донецьк, 2001)), а також ряд монографій: «Заселення Степової України у 16-18 ст.» (Донецьк, 1998), «Заселення Донеччини у 16-18 ст.» (Донецьк, 2003), «Заселення і господарське освоєння Степової України у 16-18 ст.» (Донецьк, 2004), «Соляні промисли Донеччини у 17-18 ст.» (Донецьк, 2005) та ін.
В.Пірко був також співавтором близько 20 колективних монографій з питань історії Донецького регіону.
Визначною є його робота «Галицьке село наприкінці 17 — першій половині 18 ст.» (Донецьк, 2006).
З 1998 він очолював на громадських засадах Донецьке відділення Науково-дослідного інституту історії козацтва при Інституті історії України НАН України. Понад 10 років очолював краєзнавчу секцію Донецького відділення Малої Академії Наук, передавав знання і досвід дослідницької роботи школярам. В.Пірко — член Наукового Товариства ім. Шевченка (Донецьке відділення) з 1997, дійсний член НТШ з 2005. Редактор розділів і спеціальних випусків «Донецького вісника НТШ» з історії, редактор історичної редакції фахового журналу «Схід».
Під його керівництвом підготовлено 10 кандидатських дисертацій, 1 докторська дисертація, які в основному присвячені історії регіону.
Пірко входив до складу редакцій таких наукових та науково-громадських видань: «Історичні та політологічні дослідження» (Донецький національний університет), «Південна Україна у XVIII—XX ст.» (Запорізький національний університет), «Схід» (Український культурологічний центр). Член авторських колективів фундаментальних історичних видань: «Історія міст і сіл УРСР» (Донецька область) (1969, 1974), «Історія робітників Донбасу» (1981), «Мала енциклопедія українського козацтва» (2000, 2002), «Український енциклопедичний словник» (1999, 2002).
В.Пірко був членом двох спеціалізованих рад із захисту кандидатських і докторських дисертацій з історії, історіографії та джерелознавства.

## Нагороди. Відзнаки
За багаторічну педагогічну та громадську роботу нагороджений нагрудними знаками:
- «Відмінник Вищої школи СРСР» (1985),
- «Відмінник освіти України» (2000),
- Грамотою Міністра освіти та науки України (2000),
- Грамотою Президента України (2003) за краєзнавчу роботу,
- двічі (в 2003 і 2005) нагороджувався грамотами Всеукраїнської спілки краєзнавців,
- двічі (2003, 2004) — грамотами голови м. Донецька за роботу зі школярами по лінії МАН,
- тричі (1998, 2003, 2004) удостоєний звання лауреата конкурсу «Ділова книга Донбасу»,
- знаком Міністра освіти та науки України за наукові успіхи (2007).

Удостоєний звання «Почесний краєзнавець Донеччини» (2008), Почесний професор Донецького національного університету.

## Наукові праці
- Деякі питання вивчення суспільствознавства в школі // Радянське Прикарпаття. — 1963. — 12 серпня.
- Економічна руїна в Перемишльській землі на початку XVIII ст. // Вісник Львівського університету. — 1965. — Серія 1. — Випуск 3.
- Зв'язок фільварків Перемишльської землі з ринком на початку XVIII ст. // 40-а наукова конференція професорсько-викладацького складу ЛДУ. — 1966.
- Ревізії — важливе джерело для вивчення соціально-економічної історії //Архіви України. — 1966. — № 6.
- (рос.)Вопросы аграрного строя Западной Украины XVI—XVIII вв. в советской историографии //Материалы научной конференции ДонГУ. — Донецк, 1968.
- Помісне господарство Галицького Прикарпаття у першій половині XVIII ст. //УІЖ. — 1969. — № 1.
- Про розвиток помісного господарства в Галицькому Прикарпатті у першій половині XVIII ст. //Питання історії народів СРСР. — 1969. — Вип. 8.
- Ясинувата //Історія міст і сіл УРСР. Донецька обл. — К., 1970 (1,5 а., співавт. М. Продан).
- Ревізія 1692 р. як джерело до вивчення аграрних відносин в західноукраїнських землях наприкінці XVII ст. //Істор. джерела та їх використання. — К., 1972. — Вип. 8 (0,8 а.).
- Велике свято культури (до 400-річчя книгодрукування на Україні //Рад. Донеччина, 1974. — 14 кв. (0,2 а.).
- (рос.)К вопросу о пустующих крестьянских наделах в Галицком Прикарпатье в конце XVII — нач. XVIII в. //Тезисы докладов и сообщений 15-го симпозиума по аграрной истории.- М., 1974. (0,2 л.).
- (рос.)Ясиноватая //История городов и сел УССР. Донецкая обл. — 1976. (1,5 л., соавт. М. Продан).
- (рос.)Славянск //Там же. — (2,5 л., в соавт.).
- (рос.)Город смотрит в будущее (Славянску 300 лет)// Комсомол. Донбасса. — 1976, 26 сент. (0.6 л., в соавт.).
- (рос.)О пустующих крестьянских наделах в Галицком Прикарпатье в конце XVII- нач. XVIII вв. //Материалы XV симпозиума по аграрной истории. — Вологда: ВГПИ, 1976 (1,0 л.).
- Ревізія 1711 р. Засяння як джерело до соціально-економічної історії Польщі: Проблеми слов'янознавства. — 1976. — В. 14 (0,6 а.).
- До питання про заснування міста Слов'янська //УІЖ. — 1976. — № 9 (0,6 а. = Пірко В.О. До питання про заснування міста Слов'янська // Український історичний журнал. – 1976. – № 9. – С. 114-117. ).
- (рос.)В помощь студенту-практиканту. Литература об изучении истории в школе. — Донецк: ДонГУ. — 1977 (0,5 л. в соавт.).
- Ревізії кінця XVII — початку XVIII ст. як джерело соціально-економічної історії міст Прикарпаття //Арх.. України. — 1977. — № 2 (0,6 а.).
- (рос.)К вопросу о расслоении крестьян Галицкого Прикарпатья во 2-й пол. XVII — 1-й пол. XVIII вв. //Советская историография аграрной истории СССР. — Кишинев, 1978 г. (0,3 л.).
- (рос.)8-а Всесоюзна конференція істориків-славістів // УІЖ. — 1978. — № 4 (0,5 а., співав. М.Турівненко).
- (рос.)8-я Всесоюзная конференция историков-славистов//Советское славяноведение. — 1978. — № 5 (1,0 л. в соавт. с Н. Туривненко).
- (рос.)История крестьянства западно-украинских земель в советской историографии //Проблемы историографии и источниковедения. Сб. ст. — Днепропетровск, 1979 (0,5 л.).
- (рос.)Техника и технология солеварения в Торе и Бахмуте в XVII—XVIII вв. — Донецк, 1979: Рукоп. Деп. в Укр. НДИНТ. 1979. — № 16-23 (1,5 л.).
- (рос.)Совершенствование подготовки учителей-историков в университете //Совершенствование учебного процесса в вузе и в школе. — Даугавпилс. — 1980 (0,2 л., в соавт. А. Сайко).
- Тематика семинарских занятий по источниковедению истории СССР. — Донецк: ДонГУ, 1980 (1,0 л.).
- (рос.)Источники об отношении крестьян к государственной власти XVII—XVIII вв. //Социально-политический и культурный облик деревни в его историческом развитии. XVIII сес. симпозиума по аграрной истории. Тезисы докладов и сообщений. — М., 1980 (0,2 л.).
- Підготовка істориків-краєзнавців на історичному факультеті Донецьк. університету //І-а республ. конференц. з іст. краєзнавства. Тези доповідей та повідомлень . — К., 1980 (0,3 а., в співав.).
- (рос.)Значение научного наследия Д. Л. Похилевича в изучении аграрной истории Польши XVI—XVIII вв. //Рукоп. деп. в ИНИОН СССР. — 1980. — № 12 (1,0 л.).
- (рос.)Топографические описания Харьковского наместничества //Рукоп. деп. в ИНИОН СССР. — 1981. — № 12 (1,0 л., в соавт. Н. Волик).
- (рос.)Донецкий предпролетариат // История рабочих Донбасса. — К., 1981 (1,5 л., соавт. А. Лисянский).
- Довідник наукового працівника /Рец. // Арх.. України. — 1981. — № 2 (0,3 а., співавт. Є. Стуканов).
- (рос.)Проблемы аграрной истории Украины, Белоруссии и Литвы XVI—XVIII вв. в трудах Д. Л. Похилевича //Актуальные проблемы аграрной истории УССР. Сб. научн. трудов. — Днепропетровск, 1981 (0,5 л.).
- (рос.)История крестьян Речи Посполитой XVI—XVIII вв. в трудах Д. Л. Похилевича //Узловые вопросы советского славяноведения. Тезисы 9-й всесоюзной конференции историков-славистов. — Ужгород, 1982 (0,2 л.).
- (рос.)Краеведческие сведения в описаниях к атласам губерний // 2-а Респ. конференція з істор. краєзнавства. — К., 1982 (0,2 а.).
- (рос.)Торская засечная черта //Рукоп. деп. в ИНИОН СССР. — 1982 . — № 9 (0,8 л.).
- (рос.)Проблемы аграрной истории Речи Посполитой в трудах Д. Л. Похилевича //Аграрная история эпохи феодализма. Сб. научн. ст. — Ижевск, 1983 (0,5 л.).
- (рос.)Методические указания к курсу источниковедения истории СССР. — Донецк: ДонГУ, 1983 (1,0 л.).
- (рос.)Топографическое описание Харьковского наместничества 1785 г. //Проблемы исторической географии России. Сб. ст. — М., 1983 (0,8 л.).
- Зародження робітничого класу в Україні (XVIII- перша пол. XIX ст.). Рец.// УІЖ. — 1984. — № 1 (0,3 а.).
- (рос.)Соляной пласт //Донбасс. — 1984. — № 3 (0,5 л., соавт. А. Сабина).
- (рос.)Роль народных миграций в заселении и освоении Северного Приазовья (конец XVI- нач. XVIII вв.) // Социально-демографические аспекты развития производительных сил в деревне. 20-я сессия Всесоюзн. симпозиума по изучению проблем аграрной истории. — Тезисы докладов и сообщений. — М., 1984 (0,2 л.).
- Описи намісництв України як джерело з краєзнавства //3-я Респ. конфенц. з істор. краєзнавства. Тези доповідей і повідомлень — К., 1984 (0,2 а.).
- (рос.)Методические указания к курсу вспомогательных исторических дисциплин. — Донецк: ДонГУ, 1984 (2,0 л., соавт. Е. Стуканов).

45. Украинская линия. — 1985. Рукоп. деп. в ИНИОН СССР, 1985. — № 20 966 (6,0 л.).
- (рос.)Описания наместничеств Украины как исторический источник (проблемы типологии и информационных возможностей) // Историограф. и источниковед. проблемы отечеств. истории. Сб. ст. — Днепропетровск, 1985 (0,5 л.).
- До питання про розвиток техніки в соляній промисловості України в XVII—XVIII ст. //Нариси з історії природознавства і техніки. — К., 1985. — В. 31. (0,4 а.).
- (рос.)Методические указания к проведению уроков по теме «Наш край» в 7-8 классах общеобразовательной школы. — Донецк: ДонГУ, 1985 (1,7 л.).
- (рос.)Донецкая область с начала XX в. до 80-х годов. — Учебно-методические рекомендации в помощь учителям истории. — Донецк, 1985 (4,6 л., в соавт.).
- (рос.)Торская укрепленная линия //Вопр. ист. — 1986. — № 1 (0,5 л.).
- 250-річчя з часу спорудження Української лінії // УІЖ, 1986. — № 5 (0,4 а.).
- (рос.)Роль народных миграций в заселении Северного Приазовья (XVI- нач. XVIII вв.) /Материалы Всесоюзн. симпозиума по изучению проблем аграрной истории. — Таллин, 1986. — Вып. 1 (0,7 л.).
- (рос.)Предсказано Ломоносовым // Донбасс. — 1986. — № 5 (0,4 л.).
- (рос.)Топографические описания наместничеств как источник по истории культуры крестьян России XVIII в. Итоги и задачи изучения аграрной истории СССР в свете решений XXVII съезда КПСС. XXI сессия Всесоюзн. сим- поз. по изучению аграрной истории. Тезисы докладов и сообщ. — М., 1986. (0,2 л.).
- (рос.)Методические указания к проведению уроков по теме «Наш край» в IX—X кл. общеобразовательной школы (для студентов-практикантов и стажеров). — Донецк: ДонГУ, 1987 (3,0 л., соавт. Р. Д. Лях, Н. П. Троян).
- (рос.)Роль музея этнографии ДонГУ в пропаганде дружбы и сотрудничества между народами СССР и других стран //Роль этнографии в идеологической работе и в ускорении социально-экономического развития общества. Всесоюзн. научн. конфер. — Омск, — 1987 (0,2 л.).
- (рос.)А. М. Панкратова о формировании предпро-летариата в Донбассе //Рабочий класс СССР — ведущая революционная и созидательная сила советского общества. Тезисы докладов и сообщений республикан. конференции, посвящен. 90-летию акад. Панкратовой А. М. (и член редколлегии). — Донецк, 1987 (0,3 л.).
- (рос.)Картографические материалы как источник по истории городов и сел южных областей Украины //Всесоюзная конференция по истор. краеведению. Тезисы докладов и сообщений. — К., 1987 (0,2 л.).
- (рос.)Методические указания по написанию курсовых и дипломных работ по специальным историческим дисциплинам. — Донецк: ДонГУ, 1987 (2,2 л., соавт. Р. Д. Лях, Н. П. Троян).
- (рос.)Численность и социальная структура населения Прикарпатья на рубеже XVII—XVIII вв. //Проблемы истор. демограф. СССР. Сборник науч. трудов. — К., 1988 (0,3 л.).
- (рос.)Особенности воспроизводства населения на юге Украины во второй половине XVIII в. //Проблемы взаимодействия социальной структуры и воспроизводства населения в России и СССР. Тезисы докладов и сообщ. VI Всесоюзной конференции по исторической демографи. — М., 1988 (0,2 л.).
- (рос.)Оборонительные сооружения и их роль в освоении Северного Приазовья в XVII—XVIII вв. — Донецк, 1988 //Рукопись деп.. в ИНИОН СССР. — 1988. — № 35900 (1,5 л.).
- Описи України XVIII ст. //Українська археографія: сучасний стан та перспективи розвитку. Тези доповідей республ. наради. — К., 1988 (0,2 а.).
- (рос.)Методические рекомендации к проведению уроков по теме «Наш край» в VII—VIII кл. общеобразоват. школы (для студентов-практикантов и стажеров). — Донецк: ДонГУ, 1988 (2,2 л.).
- (рос.)Методические рекомендации к проведению уроков по теме «Наш край» в VII—VIII кл. общеобразоват. школы (для учителей истории). — Донецк: Пед. об-во, 1988 (2,25 л.).
- Географія збуту донецької солі //Історико-географічне вивчення природних та соціальних процесів на Україні. Зб. науков. праць. — К., 1988 (0,5 а.).
- (рос.)Донецкие сторожи //Донбасс. — 1988. — № 6 (0,5).
- (рос.)К вопросу о духовном облике крестьян Речи Посполитой XVII—XVIII вв. //XI- Всесоюзная конферен. историков-славистов. Тезисы докладов и сообщ. — Минск: БГУ, 1988 (0,2 а.).
- (рос.)Северное Приазовье в XVI—XVIII вв. — К., УМК ВО, 1988. (8,45 л.).
- (рос.)К вопросу о роли Северного Причерноморья в укреплении торговых связей между Восточной и Западной Европой //Международные связи в средневековой Европе. Тезисы докладов и сообщений научно-практического семинара. — Запорожье: ЗГУ.- 1988 (0,2 л.).
- (рос.)Особенности градостроительства в Северном Приазовье в XVII—XVIII вв. //2-ая Всесоюзн. конференц. по истор. краевед. Тезисы докладов и сообщ. — Пенза: ПГПИ, 1989 (0,2 л.).
- (рос.)Методические указания и материалы к семинарским заняттям по источниковед. истории СССР. Тема «Экономико-стиатистические описания второй пол. XVIII в.» Донецк: ДонГУ, 1989 (2,0 л.).
- (рос.)Днепровская укрепленная линия //Вопросы истории СССР. Межведом. сб. — Харьков: ХГУ, 1989. -Вып. 34 (0,5 л.).
- (рос.)Советская историография истории промы-шленности и рабочих Донбасса. — Донецк, 1989 //Рукопись деп.. в ИНИОН СССР. — 1989. — № 37743 (7,0 л., в соавтор.).
- (рос.)История фабрик и заводов Донбасса в советской историографии. — Донецк, 1989 //Рукопись деп. в ИНИОН СССР. — 1989. — № 38843 (5,2 л., в соавт.).
- Законодавчі акти Російської держави як джерело до історії півдня України XVIII ст. // IV Республіканська наук. конференц. з істор. краєзнавства. Тези доповід. та повідом. — К., 1989.
- (рос.)У истоков просвещения Донетчины //Народное образование Донецкой области: история и современность (К 200-летию открытия первой школы в Донбассе). — Тезисы докладов. — Донецк: Пед. об-во, 1990 (0,2 л.).
- (рос.)Не про пень и старшего брата — об истории края //Донбасс. — 1990. — № 6 (0,5 л.).
- Оборонні споруди та їх значення в заселенні Південно-Східної України //Географічний фактор в історичному процесі. Збірник наук. праць. — К., 1990 (1,1 а.).
- Про формування багатоетнічного складу — населення Північного Приазов'я в XVI—XVIII ст. //Здійснення ленінської національної політики на Донеччині. — Донецьк, 1990 (0,2 а.).
- (рос.)К вопросу об основних этапах заселения Донбасса в эпоху феодализма. Тезисы докладов и сообщ. VII Всесоюзн. конферен. по истор. демографии. — Донецк, 1991. — Ч. 2 (и член редкол.) (0,2 л.).
- (рос.)К вопросу о направлениях миграции населения на Украине во второй половине XVII- нач. XVIII в. //Проблемы истор. демографии СССР и Западной Европы (период феодализма и капитализма). Сб. статей. — Кишинев, 1991 (0,5 л.).
- Щоденник подорожі акад. Гільденштедта як джерело до вивчення культури півдня України //Регіональна науков. конферен. "Культура Придніпровського регіону в контексті загальноукраїнської культури.- Дніпропетровськ: ДДУ, 1991 (0,2 а.).
- (рос.)Русская палеография. Учеб. пособие. — К., УМК ВО, 1991 (10,33 а.).
- (рос.)Сколько же лет Артемовску? //Донбасс. — 1991. — № 6 (0,3 л.).
- Зарубіжні українці (рец. на книгу) //Донбас літературний, 1991. — № 3 (0,3 а.).
- Про час заснування м. Артемівська //V Всеукраїнська конференція з істор. краєзнавства. Тези доповідей та повідомлень. — К., 1991 (0,2 а.).
- (рос.)О роли межэтнических связей в формировании земледельческой культуры юга Украины в XVIII в. //Аграрный рынок и его историческое развитие. XXIII сессия Всесоюзн. симпоз. по изучению аграрной истории. Тезисы докладов и сообщений. — М., 1991. — Ч. 2 (0,2 л.).
- До питання про стан національного самосвідомості на Слобідській Україні наприкінці XVIII ст. //II Всеукраїнська науково-теоретична конференція "Проблема історії національного руху на Україні (до 1917 р.). — Тези доповідей та повідомлень. — Київ-Миколаїв, 1991 (0,2 а.).
- Описи Харківського намісництва кінця XVIII ст. /Упорядник і співавтор передмови. — К., 1991 (28,56 а., співавт. В. А. Смолій, О. І. Гуржій).
- (рос.)Заселение Донбасса в XVI—XVIII вв. //Новые страницы в истории Донбасса.- Донецк: ДонГУ, 1992.-В. 1.
- (рос.)Добыча соли в XVII—XVIII вв. как импульс к возникновению промышленности Донбасса // І Региональная конференція "Донбасс: прошлое, настоящее, будущее. Тезисы докладов и сообщений. — Донецк, 1992.
- Як заселявся наш край // Культура Донбасу.- 1992.- № 2.
- (рос.)Наш край у XVIII ст. //Культура Донбасу, 1992. — № 43.
- Освоєння півдня України в XVI—XVIII ст. у вітчизняній історіографії. Тексти лекцій для студентів спеціальності 2008. — Донецьк: ДонДУ, 1993.
- Основні етапи заселення та господарського освоєння земель Війська Запорозького //Тезисы докладов вузовской научной конферен. профессорско-преподавательского состава. Гуманитарные науки. — Донецк: ДонГУ, 1993.
- Військово-землеробські поселення на півдні України у XVIII ст. Тексти лекцій для студентів спеціальності 2008. — Донецьк: ДонДУ, 1993.
- (рос.)О взаимоотношениях запорожских и донских казаков в XVI—XVIII вв. // Донбасс и Приазовье: Проблемы социального, национального и духовного развития. Тезисы докладов международной научно-практической конференции. — Мариуполь, 1993.
- (рос.)К вопросу о начальном этапе формирования рабочих кадров в Донбассе // II Региональная научно-практическая конференция "Донбасс: прошлое, настоящее, будущее. Тезисы докладов и сообщений. — Краматорск, 1993.
- (рос.)Программа по истории Донецкого края для общеобразовательной школы. — Донецк, 1993 (0,6 л., в соавт.).
- Історичне краєзнавство. Програма курсу. — Донецьк, 1993. — 1-2 ч. (2 а., у спіавт.).
- (рос.)Города Донетчины в конце XVIII в. //Летопись Донбасса. — Донецк: Донбасс, 1994. — Вып. 2 (0,3 л.).
- Зміцнення впливу Росії в Північному Причорномор'ї після Переяславської Ради //300 лет Переяславской Рады. Международная научная конференция. Тезисы докладов и сообщений. — Донецк: Научный центр, 1994 (0,2 л.).
- Торгові зв'язки півдня України в XVI—XVIII ст. //Україна в минулому. Зб. статей. — Львів-Київ, 1994. — Вип. VI (1,0 а.).
- Торські та Бахмутські соляні промисли в XVII—XVIII ст. // Новые страницы в истории Донбасса. — Донецк, 1994. — Кн. 3 (1,0 а.).
- Козацькими дорогами Донеччини //Проблеми розвитку туризму в Україні і завдання відновлення історичної пам'яті народу, засобами туризму. Тези доповідей і повідомлень всеукраїнської науково-практичної конференції. — Київ-Косів, 1994. — Ч. 2 (0,2 а.).
- Використання краєзнавчого матеріалу при вивченні історії України XVI—XVIII ст. //Изучение истории Украины в учебных заведениях. Тезисы докладов и сообщений региональной научно-практической конференции. — Донецк: ДонГУ, 1995.
- Козацтво Донецького краю. Бібліографічний покажчик. Вступна стаття і наукова редакція. — Донецьк: ДОНБ, 1995 (у співав.).
- (рос.)Из истории Донбасса. Учебное пособие для учеников 7-9 кл. средней общеобразовательной школы. — Донецк: ОИПО, 1995 (в соавт.).
- (рос.)История Донецкого края в документах и материалах (XVII- нач. XX в. Материалы для учителей истории (упорядник і редактор). — Донецьк: ОИПО, 1995 (в соавт.).
- Витоки краєзнавства Південно-Східної України //Історичне краєзнавство в Україні: традиції і сучасність. Матеріали VII Всеукраїнської наукової конференції. — К., 1995. — Ч. 1.
- Козацтво на Донеччині //Рідний край. Історико-краєзнавчий альманах № 1. — Донецьк, 1995.
- Перша печатка підприємств Донбасу //Там же.
- До питання про стан землеробської культури півдня України у XVIII ст. //Питання аграрної історії України та Росії. Матеріали наукових читань, присвячених пам'яті Д. П. Пойди. — Дніпропетровськ, 1995.
- Питання східних кордонів Війська Запорозького у творчій спадщині Д. І. Яворницького //Регіональне і загальне в історії. Тези міжнародної наукової конференції, присвяченої 140-річчю від народження Д. І. Яворницького та 90-літтю XIII Археологічного з'їзду. — Дніпропетровськ, 1995.
- Наступ на землі Війська Запорозького в період Нової Січі //Українська козацька держава: витоки та шляхи історичного розвитку. Матеріали IV Всеукраїнських історичних читань. — Київ-Черкаси, 1995.
- Джерела про час заснування м. Артемівська //Новые страницы в истории Донбасса. — Донецк, 1995. — Кн. 4.
- Про формування землеробської культури Степової України в XVI—XVIII ст. //Вузівська конференція професорсько-викладацького складу. — Донецьк, 1995 (0,1 а.).
- Південно-Східна Україна: короткі нариси з історії //Схід, 1995. — № 1 (1,0 а.).
- (рос.)Влияние греков на социально-экономическое и культурное развитие юго-восточной Украины в 1775—1850 гг. (современная историография проблемы) //Украина-Греция: перспективы сотрудничества. Междунар. научно-практическая конференция. Тезисы докладов и сообщений. — Мариуполь, 1996 (0,1 л.).
- Українська ландміліція //Південна Україна XVIII—XIX ст. Записки науково-дослідної лабораторії історії Південної України ЗДУ. — Запоріжжя, 1996. — Вип. 1 (0,6 а.).
- Населення Донеччини за переписом 1897 р. //Региональная научно-практическая конференция: Донбасс — прошлое, настоящее, будущее. — Донецк, 1996 (0,2, соавтор И. Корнацкий).
- До історії українських і сербо-хорватських зв'язків у другій половині XVIII ст. // Міжнародні зв'язки народів Європи.- Запоріжжя, 1996 (0,4, співавт. М. Панфьорова).
- Запорозька Січ у творчості О. Рігельмана // Запорозьке козацтво у пам'ятках історії та культури.- Запоріжжя: ЗДУ, 1997 (0,5 а.)
- (рос.)Аграрные отношения в Украине конца XVIII — первой пол. XIX вв. в современной историографии // Материалы Всеукраинской научной конференции по аграрной истории.- Черкассы: ЧДУ, 1997 (0,4, в соавторстве с М. Панфьоровой)
- Заселення запорізьких земель в 1776—1783 рр. // Матеріали наук. конференції проф.-викл. складу ДонДУ.- 1997 (0,2)
- Слов'яногірський комплекс як історична та природо-охоронна пам'ятка. // Матеріали 3-ї Всеукраїнської конференції «Туризм в Україні: економіка та культура.»- К., 1997 (0,4, співавт. Н. Кірязєва).
- Картографічні матеріали Півдня України XVIII ст. // Зап. НТШ. — Львів, 1997. — Т. 231.
- Зміни в територіально-адміністративному поділі Донеччини наприкінці XVI- серед. XIX ст. // Новые страницы истории Донбасса.- Донецк, 1997.- Кн. 5 (співавт. М. Панфьорова).
- Проблема східних кордонів володінь запорожців у другій половині XVII — першій третині XVIII ст. // Запорозьке козацтво в український історії, культурі та національній самосвідомості. Матеріали міжнар. наук. конф. — Київ-Запоріжжя, 1997.
- Проблеми краєзнавства Донеччини на сучасному етапі. // Матеріали обласного семінару «Музейні засоби з краєзнавства».- Донецьк: ДОКМ, 1998.
- Заселення Степової України в XVI—XVIII ст. // Донецьк: Укр. центр, 1998. — 124 с.
- Міста Донеччини в XVII—XVIII ст. // Нові сторінки в історії Донбасу.- Донецьк, 1998.- Кн. 6.
- Перебудова помісного господарства в XVI—XVIII ст. у Східній Європі у творчій спадщині Д. Л. Похилевича // Центральна і Східна Європа в XV—XVIII ст. — Львів, 1998.
- Основні етапи заселення Степової України в XVI—XVIII ст. // Схід. — 1998. — № 5.
- Проблеми народознавства Донеччини на сучасному етапі// Музейні засоби з народознавства. Матеріали обласного семінару.- Донецьк: ДОКМ, 1998.
- Наступ царату на землі Війська Запорозького// Схід, 1998.- № 1-2, 3.
- До питання про час заснування м. Донецька//«У истоков города Донецка». Матер. науч.-практич. конф.-Донецк: ДОКМ, 1998.
- (рос.)Методические указания к написанию курсовых и дипломных работ. Мариуполь: МГИ, 1998 (1,5, співавт. А. Гедьо).
- (рос.)История родного края. 6-9 кл.- Донецк: Кардинал, 1998 (10 а., в соавт.)
- Історія рідного краю. Навч. програма для 7-11 кл.-Донецьк: Кардинал, 1998 (у співавт.).
- Східностепові українські говірки. Науково-навчальний посібник. — Донецьк: ДонДУ, 1999 (у співавт.).
- Історія України. Посібник для абітурієнтів.- Донецьк: ДонДУ, 1999 (9,5 а., у співавт.).
- З приводу дискусії про час заснування деяких міст Донеччини// Історія України. Зб. ст. — К.: Наук. думка, 1999. — Т. 7 (0,4 а.).
- До питання про час заснування м. Маріуполя (історіографія і джерела проблеми)// Україна-Греція. Матеріали міжнар. конф. — Маріуполь: МДІ, 1999 (0,3 а.).
- Кальміуська паланка. Схід.- 1999.-№ 6 (0,6 а.).
- Землеробська культура України наприкінці XVIII ст. (за матеріалами топографічних описів) // Питання аграрної історії України та Росії XVIII—XX ст. — Дніпропетровськ: ДДУ, 1999 (0,5 а., співавт. І. Бондаренко).
- Північне Приазов'я наприкінці XVIII ст. (за мандрівними записками Й. Гільденштедта)// Вісник ДДУ. Сер. Б. Гуманітарні науки.- Донецьк, 1999.- № 1 (0,5 а., співавт. Н. Никифоренко).
- Село Маяки (2-а пол. XVII—XVIII вв.)// Нові сторінки історії Донбасу.- Донецьк, 1999 (0,5 а., співавт. Н. Чепіга).
- Мандрівні записки Й. Гільденштедта як джерело з історії України 2-ї пол. XVIII ст. // Осягнення історії.- Острог- Нью-Йорк, 1999 (1,0 а., співавт. Н. Никифоренко).
- Матеріали Бахмутської і Торської слідчих комісій як джерело до історії Донбасу середини XVIII ст. Праці наук. конф. Дон НУ.- Донецьк, 2000 (0,3 а.).
- Мала енциклопедія козацтва// Донецьк, 2000.- (7,0 а., співавт.).
- Юнкер і Донбас// Нові стор. історії Донбасу.- Донецьк, 2000.- Кн. 8 (0,5 а.).
- Визвольна війна в топографічних описах України// Українська козацька держава.- Київ, 2000, Т. 7 (0,5 а., співавт. І. Бондаренко).
- Історія України. Посібник для абітурієнтів (доповнене та перероблене видання).- Донецьк: ДонДУ, 2000 (10 а., у співавт.)
- Джерела до історії населених пунктів Донеччини XVI—XVIII ст// Донецьк, 2001 (12,0 а.).
- До питання про методику визначення часу заснування поселень Степової України// Історія України, Т. 18. — Київ-Донецьк, 2001 (0,5 а.).
- Святі гори // Довідник з історії України.- К., 2001.
- Кальміуська паланка// Наук. записки.- К., 2001.- Т. 6.
- Матеріали архіву Коша Нової Січі як джерело з історії Донбасу // Донецький вісник НТШ. — Д., 2001. — Т. 1.
- Українське козацтво. Мала енциклопедія.- Київ-Запоріжжя, 2002 (2 а.- 14 довідок у співавт.).
- Мандрівні записки Гільденштедта як джерело до історії Донеччини XVIII ст. //Історичні та політологічні дослідження.- Донецьк, 2002 (0,5 а.).
- Основні напрямки роботи Донецького відділення НДІК //Запорозька старовина.- К.-Запоріжжя, 2002.- Вип. 2 (0,6 а.).
- Формування поліетнічного складу населення Донеччини в XVI—XVIII ст. // Вісник ДонНУ.-2002.- Вип. 2 (0,7 а.).
- Історична географія. Програма курсу і методичні поради.- Донецьк: ДонНУ, 2002 (2,0 а., у співавт.).
- Історія Слобідського козацтва в Топографічному описі Харківського намісництва І. Переверзєва// Донецький вісник НТШ.- Донецьк, 2003.-Т. 4 (0,5 а.).
- Пірко В. О. Заселення Донеччини у XVI—XVIII ст. (короткий історичний нарис і уривки з джерел) / Український культурологічний центр. — Донецьк: Східний видавничий дім, 2003. — 180 с.
- Матеріали РДАДА як джерело до історії Південно-Східної України XVII—XVIII ст. // Студії з архівної справи та документознавства.- К., 2003 (0,5 а.).
- Заселення Південної України в XVI—XVIII ст. в російсько-українській історіографії XVIII — першої половини XIX ст. // Вісник ДонНУ.- 2003.- № 2, сер. Б (0,5 а., у співавтор.).
- Соляні промисли Донбасу XVII—XVIII ст. в економіко-історичній літературі// Донецький вісник НТШ, т. 5, — Донецьк, 2004. — (0,5 а., співавтор М. Литвиновська).
- Європейські технології в соляній промисловості Донбасу XVIII ст. // Донбасс: прошлое, настоящее, будуще. — Донецк, 2004. — (0,3 а., співавтор М. Литвиновська).
- Найдавніші міста Донеччини (міфи і реальність)// Схід.- 2004.- вересень.
- Заселення і господарське освоєння Степової України в XVI—XVIII ст. — Донецьк, 2004.- 223 с.
- Історіографія та джерела до історії заселення і господарського освоєння Донбасу в XVI—XVIII ст. // Вісник ДонНУ. — 2004.- № 1 (0,5 а.)
- До питання про спадковість у науковій роботі студентів молодших курсів. Матеріали науково-методичної конференції ДонНУ. — Донецьк, 2004 (0,3 а.)
- Підсумки та завдання МАН// Південно-Східна Україна (із стародавності у XXI ст.). Перша обласна історико-краєзнавча конференція учнівської молоді. Матеріали та тези доповідей. — Донецьк, 2005 (0,2 а.)
- Найдавніші міста Донеччини// Кроки до успіху.- 2005, 26 березня (передрук із ж. Схід.- 2004, вересень).
- Соляні промисли Донеччини в XVII—XVIII ст. — Донецьк, 2005.- 136 с. (співавтор М. Литвиновська).
- Про стан землеробства на Донеччині у XVII—XVIII ст. // Донецький вісник НТШ, т. 8. — Донецьк, 2005 (0,5 а.).